# Цілинний (Кизильський район)
Цілинний (рос. Целинный) — селище у Кизильському районі Челябінської області Російської Федерації.
Входить до складу муніципального утворення Ізмайловське сільське поселення. Населення становить 148 осіб (2010).

## Історія
Від 4 листопада 1926 року належить до Кизильського району Челябінської області.
Згідно із законом від 17 вересня 2004 року органом місцевого самоврядування є Ізмайловське сільське поселення.

## Населення
| 2002 | 2010 |
| ---- | ---- |
| 236  | ↘148 |